# Miguel Ángel Guerra (cantante)
Miguel Ángel Guerra es un cantante y compositor nacido en Nueva York (EE. UU.), aunque parte de su niñez vivió en Honduras, país de origen de sus padres, en la ciudad de Nacaome, cabecera del departamento de Valle.

## Biografía
En 1986, representó a los Estados Unidos en el festival de la OTI organizado en Santiago de Chile. Alcanzó la victoria junto a Damaris y a Eduardo Fabiani con la composición de Vilma Planas Todos. 
Sus canciones contienen mensajes religiosos. Su primer álbum, titulado Besos de mariposa, lo dio a conocer en el ámbito musical cristiano. En su ferviente deseo de que los padres enseñen a sus hijos los valores morales y espirituales, unió sus fuerzas con Andrés Panasiuk para escribir el libro devocional titulado «Sueños de mariposa».
En el año 2001 gana el premio Dove en la categoría Álbum del año en Español por su disco Sólo el Amor, siendo su canción del mismo nombre un hit internacional en el ámbito Cristiano, haciéndolo uno de los artistas más sonados en esa época.
En el año 2003 sale al mercado su álbum Hoy más que nunca, del que se desprende otro éxito que lleva el mismo nombre del álbum, el cual fue compuesto por el mismo cantante, una de sus letras más conocidas y recordadas al día de hoy, convirtiéndose en uno de los temas preferidos de sus seguidores. El video para dicho tema, realizado en Rusia, fue el primero de una serie de videos dirigidos por el aclamado director ruso Boris Dedenev, que en adelante abriría la brecha para que otros artistas como Álex Campos y el exvocalista del grupo Guardian, Jamie Rowe, grabaran sus videos en similares escenarios, dirigidos por el mismo director en el país Ruso.

## Discos
- 1997 - Una Dosis de tu Amor
- 1998 - Besos de mariposa
- 2000 - Solo el amor
- 2002 - Hoy más que nunca
- 2003 - Coros de La Reunión
- 2003 - Coros de La Reunión (pistas)
- 2005 - Oiran
- 2006 - Llegó Navidad
- 2010 - Besos de mariposa y más éxitos (éxitos en nuevas versiones)
- 2011 - Como un ángel (para todas las madres)
- 2016 - De las cenizas me levantarás
- 2017 - Eres la diferencia
- 2022 - Pregones

## Videos
- Solo el amor
- Por ti seré
- Hoy más que nunca
- Llegó Navidad
- La pasión de tu heroísmo
- Perder para ganar
- De las cenizas me levantaras
- Bienaventurados
- Una dosis de tu amor
- Fuerza
- Pregones